# 比拉 (俄罗斯)
比拉（羅馬化：Bira）是俄罗斯犹太自治州的市级镇，属奥布卢奇耶区，位于自治州北部比拉河畔，在区行政中心奥布卢奇耶东、自治州首府比罗比詹西北方。
该地2021年人口有2,587人；2010年人口3,167；2002年人口4,311；1989年人口4,111。